# مالكوم رايلي
مالكوم رايلي (بالإنجليزية: Malcolm Riley)‏ هو ملحن بريطاني، ولد في 1960.

## وصلات خارجية
- مالكوم رايلي على موقع ميوزك برينز (الإنجليزية)